# Atletik under sommer-OL 2024 - 4×400 meter stafetløb (herrer)
Mændenes 4x400 meter stafet ved Sommer-OL 2024 i Paris, Frankrig, blev afholdt den 9. og 10. august 2024 på Stade de France. Der var 16 stafethold, hvor hvert hold havde 5 medlemmer, hvoraf 4 blev valgt i hver runde.

## Resultater

### Runde 1
Runde 1 blev afviklet d. 9. august, og startede 11:05 (UTC+2).

#### Heat 1
| Nr. | Bane | Nation             | Udøvere                                                                  | Reaktionstid | Tid     | Øvr.  |
| --- | ---- | ------------------ | ------------------------------------------------------------------------ | ------------ | ------- | ----- |
| 1   | 6    | Botswana           | Letsile Tebogo, Busang Collen Kebinatshipi, Anthony Pesela, Bayapo Ndori | 0.165        | 2:57.76 | Q; SB |
| 2   | 8    | Storbritannien     | Samuel Reardon, Matthew Hudson-Smith, Toby Harries, Charlie Dobson       | 0.228        | 2:58.88 | Q, SB |
| 3   | 4    | USA                | Quincy Wilson, Vernon Norwood, Bryce Deadmon, Christopher Bailey         | 0.166        | 2:59.15 | Q     |
| 4   | 7    | Japan              | Yuki Joseph Nakajima, Kaito Kawabata, Fuga Sato, Kentaro Sato            | 0.199        | 2:59.48 | Q, N  |
| 5   | 2    | Zambia             | Patrick Kakoz Nyambe, Kennedy Luchembe, Chanda Mulenga, Muzala Samukonga | 0.190        | 3:00.08 | Q     |
| 6   | 5    | Tyskland           | Jean Paul Bredau, Marc Koch, Manuel Sanders, Emil Agyekum                | 0.153        | 3:00.29 | SB    |
| 7   | 3    | Polen              | Maksymilian Szwed, Karol Zalewski, Daniel Sołtysiak, Kajetan Duszyński   | 0.163        | 3:01.21 | SB    |
| 8   | 9    | Trinidad og Tobago | Renny Quow, Jereem Richards, Jaden Marchan, Shakeem McKay                | 0.156        | 3:06.73 |       |

#### Heat 2
| Nr. | Bane | Nation    | Udøvere                                                                     | Reaktionstid | Tid     | Øvr.  |
| --- | ---- | --------- | --------------------------------------------------------------------------- | ------------ | ------- | ----- |
| 1   | 3    | Frankrig  | Muhammad Abdallah Kounta, Gilles Biron, Téo Andant, Fabrisio Saïdy          | 0.156        | 2:59.53 | Q; SB |
| 2   | 7    | Belgien   | Jonathan Sacoor, Dylan Borlée, Florent Mabille, Kevin Borlée                | 0.143        | 2:59.84 | Q, SB |
| 3   | 5    | Italien   | Luca Sito, Vladimir Aceti, Alessandro Sibilio, Edoardo Scotti               | 0.166        | 3:00.26 | Q, SB |
| 4   | 2    | Indien    | Muhammed Anas Yahiya, Muhammed Ajmal Variyathodi, Amoj Jacob, Rajesh Ramesh | 0.158        | 3:00.58 | SB    |
| 5   | 4    | Brasilien | Lucas Carvalho, Lucas Vilar, Douglas Mendes, Matheus Lima                   | 0.141        | 3:00.95 | SB    |
| 6   | 9    | Spanien   | Iñaki Cañal, Óscar Husillos, David García Zurita, Julio Arenas              | 0.145        | 3:01.60 |       |
| 7   | 6    | Sydafrika | Gardeo Isaacs, Zakithi Nene, Antonie Matthys Nortje, Lythe Pillay           | 0.168        | 3:03.19 | QR    |
|     | 8    | Nigeria   | Ifeanyi Emmanuel Ojeli, Ezekiel Nathaniel, Dubem Amene, Chidi Okezie        | 0.152        | DQ      |       |

### Finale
Finalen blev afviklet d. 10. august, og startede 21:12 (UTC+2).
| Nr.                              | Bane | Nation         | Udøvere                                                                  | Reaktionstid | Tid     | Øvr.            |
| -------------------------------- | ---- | -------------- | ------------------------------------------------------------------------ | ------------ | ------- | --------------- |
| 1                                | 4    | USA            | Christopher Bailey, Vernon Norwood, Bryce Deadmon, Rai Benjamin          | 0.144        | 2:54.43 | Olympisk rekord |
| 2. plads, sølvmedaljemodtager(e) | 6    | Botswana       | Bayapo Ndori, Busang Collen Kebinatshipi, Anthony Pesela, Letsile Tebogo | 0.159        | 2:54.53 | AR              |
| 3                                | 7    | Storbritannien | Alex Haydock-Wilson, Matthew Hudson-Smith, Lewis Davey, Charlie Dobson   | 0.150        | 2:55.83 | AR              |
| 4                                | 5    | Belgien        | Jonathan Sacoor, Dylan Borlée, Kevin Borlée, Florent Mabille             | 0.152        | 2:57.75 | NR              |
| 5                                | 1    | Sydafrika      | Gardeo Isaacs, Zakithi Nene, Lythe Pillay, Antonie Matthys Nortje        | 0.156        | 2:58.12 | NR              |
| 6                                | 2    | Japan          | Yuki Joseph Nakajima, Kaito Kawabata, Fuga Sato, Kentaro Sato            | 0.204        | 2:58.33 | AR              |
| 7                                | 9    | Italien        | Luca Sito, Vladimir Aceti, Edoardo Scotti, Alessandro Sibilio            | 0.152        | 2:59.72 | SB              |
| 8                                | 3    | Zambia         | Patrick Kakoz Nyambe, Kennedy Luchembe, Chanda Mulenga, Muzala Samukonga | 0.186        | 3:02.76 |                 |
| 9                                | 8    | Frankrig       | Muhammad Abdallah Kounta, Gilles Biron, Téo Andant, Fabrisio Saïdy       | 0.156        | 3:07.30 |                 |